# Catostomus conchos
Catostomus conchos là một loài cá vây tia trong họ Catostomidae.

## Môi trường sống
Loài này có thể thấy ở Trung Quốc, đông bắc Xibia, Bắc Mỹ. Loài này có thể được tìm thấy ở môi trường nước ngọt từ 70° bắc đến 18° nam và 180° tây đến 130° đông. 